# Vazharov Peak
Der Vazharov Peak (englisch; bulgarisch Въжаров връх Wascharow wrach) ist ein rund 700 m hoher und vereister Berg auf Liège Island im Palmer-Archipel vor der Westküste der Antarktischen Halbinsel. Er ragt 2,14 km westlich bis südlich des Balkanov Peak, 1,67 km nördlich des Mount Kozyak und 3,02 km südöstlich des Bebresh Point in den Brugmann Mountains auf. Der Schterna-Gletscher liegt nördlich, die Caleta Coria ostsüdöstlich und der Sigmen-Gletscher westsüdwestlich von ihm.
Britische Wissenschaftler kartierten ihn 1978. Die bulgarische Kommission für Antarktische Geographische Namen benannte ihn 2013 nach Michail Wascharow, Mechaniker auf der St.-Kliment-Ohridski-Station auf Livingston Island in mehreren Kampagnen ab 1999 und Leiter der Station zwischen 2005 und 2006.